# Union City Carriage Manufacturing Company
Union City Carriage Manufacturing Company war ein US-amerikanischer Hersteller von Fahrzeugen.

## Unternehmensgeschichte
Das Unternehmen wurde 1875 in Union City in Indiana gegründet. Es stellte Kutschen her. William C. Elston kaufte sich 1890 in das Unternehmen ein. Vier Jahre später war er Präsident und Schatzmeister. John A. M. Adair war Vizepräsident. 1916 begann die Produktion von Automobilen. Der Markenname lautete Union City Six. Noch 1916 endete die Kraftfahrzeugproduktion. Insgesamt entstanden acht Kraftfahrzeuge.
Es gibt Hinweise darauf, dass später die Auburn Automobile Company das Unternehmen übernahm. Die Verbindung zur Union City Body Company ist unklar.

## Kraftfahrzeuge
Im Angebot stand nur ein Modell. Es hatte einen Sechszylindermotor, der mit 48/52 PS angegeben war. Damit soll eine Höchstgeschwindigkeit von 88 km/h möglich gewesen sein. Das Fahrgestell hatte 305 cm Radstand. Der Aufbau war ein offener Tourenwagen. Er bot je nach Quelle Platz für fünf oder sieben Personen.